# Pekka Aikio
Veli Pekka Olavi Aikio, född 21 september 1944 in Sodankylä i Finland, är en finländsk samepolitiker.
Pekka Aikio växte upp i en renskötarfamilj och utbildade sig i biologi vid Uleåborgs universitet, där han tog en magisterexamen 1986.
Han var talman i Sametinget (Finland) under tre perioder från 1996 till 2008. Han kandiderade 2014 för De gröna i valet till Europaparlamentet, men blev inte invald.

## Utmärkelser
- Riddartecknet av Finlands Vita Ros’ orden[5]
- Riddare av första klass av Norska förtjänstorden[5]

[Redigera Wikidata]